# Хаджі-Пірлу
Хаджі-Пірлу (перс. حاجی پیرلو) — село в Ірані, входить до складу дехестану Бакешлучай у Центральному бахші шахрестану Урмія провінції Західний Азербайджан.